# العلاقات القرغيزستانية الكازاخستانية
تشير العلاقات القيرغيزستانية الكازاخستانية إلى العلاقات الدبلوماسية الثنائية التي تجمع جمهورية كازاخستان مع جمهورية قيرغيزستان. تعتبر العلاقات الثنائية بين البلدين، اللذان يشتركان بالحدود، قوية للغاية، إضافة إلى كون الكازاخيين متقاربين جدًا مع القيرغيزيين من حيث اللغة والثقافة والدين. لطالما كانت العلاقات بين كازاخستان وقيرغيزستان على مستوى رفيع للغاية، وقوبل الاتحاد الاقتصادي وغيره من الاتحادات الرسمية بين البلدين بتقدير عالٍ من كلا البلدين، ويعود ذلك إلى اشتراك البلدين في الكثير من الأمور. في 26 أبريل من عام 2007، وقع رئيسا كازاخستان وقيرغيزستان اتفاقيةً لإنشاء «المجلس الأعلى الدولي» بين الدولتين. جرى هذا الحدث التاريخي خلال زيارة رسمية للرئيس الكازاخي إلى العاصمة القرغيزية، بيشكك. تزايد الاستثمار المباشر لكازاخستان في الاقتصاد القيرغيزي بسرعة كبيرة منذ بدايات العقد الأول من القرن الحادي والعشرين. يعتبر حضور الاقتصاد الكازاخي اليوم في جميع مناطق الشمال القرغيزي واضحًا جدًا، من البنوك إلى الشركات الصغيرة والسيارات ذات اللوحات الكازاخية إضافة إلى العديد من السياح. في الغالب، ترحب قيرغيزستان بهذه التوجهات الكازاخية إذ يشترك البلدان بالثقافة والتقاليد. خلال السنوات الخمس الماضية، استثمرت كازاخستان حوالي 400 مليون دولار في قيرغيزستان، وتعتبر أكبر مستثمر فيها. يمتلك المستثمرون الكازاخيون ما نسبته 33% من مجمل أسهم رأس المال البنكية في قيرغيزستان، ويمتلك رواد الأعمال الكازاخيون ما يقارب 2000 شركة في قرغيزستان إضافة إلى 500 مؤسسة. يخدم الاتحاد القرغيزي الكازاخي مصالح كلا البلدين. صرح المشرّع القيرغيزي جورايف في إحدى اللقاءات «لا أرى أي مشكلة في الاتحاد مع دولة أخرى. ويجب علينا، في المستقبل، أن نتحد مع هذه الدولة أو مع غيرها، على أي حال، سيكون الاتحاد مع كازاخستان مسرعًا جيدًا لعجلة التنمية الاقتصادية في قيرغيزستان».
تعتبر كازاخستان دولة مهمة للغاية لمناطق شمال قيرغيزستان. أصبحت العاصمة الكازاخية، ألماتي، خلال فترة من الزمن في منتصف تسعينيات القرن العشرين، وبعد الإغلاق الافتراضي لمطار مناس الدولي في العاصمة القيرغيزية، بيشكك، نقطة الدخول الرئيسية إلى قيرغيزستان. تتلقى مدينة تالاس، الواقعة في شمال غرب قيرغيزستان، جميع خدماتها تقريبًا عبر مدينة تاراز الكازاخية الحدودية.

## خلفية
كانت كل من كازاخستان وقيرغيزستان، في السابق، جمهوريات تابعة للاتحاد السوفيتي. أصبحت كازاخستان وقيرغيزستان جمهوريات مستقلة داخل جمهورية روسيا الاتحادية الاشتراكية السوفيتية قبل عام 1936، عندما قُسمت إلى جمهوريات سوفيتية باسم جمهورية كازاخستان، وجمهورية قرغيزستان.
خلال حكم جوزيف ستالين، بين عامي 1930 و 1944، أُرسل عدد من المجموعات العرقية كالأكراد والقلميقيين والشيشان والإنغوشيون والبلقار إلى كازاخستان أو قيرغيزيا، بينما رُحّل الكازاخيون الرُحّل إلى كازاخستان.
ازدادت النزعة القومية في الجمهوريتين خلال أواخر ثمانينيات القرن العشرين مع الحفاظ على الثقافات والتقاليد في ظل سياسات غلاسنوست وبيريسترويكا التي اعتمدها رئيس الاتحاد السوفيتي حينها، ميخائيل غورباتشوف.
في شهر مارس من عام 1991، شاركت كازاخستان وقيرغيزيا في استفتاء عام، في محاولة منهما للحفاظ على الاتحاد السوفيتي كاتحاد جديد للدول ذات السيادة. خلال الانقلاب الفاشل الذي حدث في موسكو في شهر أغسطس من عام 1991، أدان كلٌ من عسكر آكاييف ونور سلطان نزارباييف الشيوعيين المتشددين.
بعد وقت قصير من أحداث الانقلاب الفاشل، أعلنت قرغيزيا (التي تغير اسمها إلى قيرغيزستان) وكازاخستان، استقلالهما في 31 أغسطس و 16 ديسمبر على التوالي، قبل الحل النهائي للاتحاد السوفيتي في 26 ديسمبر من عام 1991 وزواله من الوجود. بدأت العلاقات بين البلدين في عام 1992.

## مقارنة بين البلدين
هذه مقارنة عامة ومرجعية للدولتين:
| وجه المقارنة                                              | قيرغيزستان                      | كازاخستان                      |
| --------------------------------------------------------- | ------------------------------- | ------------------------------ |
| المساحة (كم2)                                             | 199.95 ألف                      | 2.72 مليون                     |
| عدد السكان (نسمة)                                         | 6.20 مليون                      | 17.95 مليون                    |
| الكثافة السكانية (ن./كم²)                                 | 31.01                           | 6.6                            |
| العاصمة                                                   | بيشكك                           | نور سلطان                      |
| اللغة الرسمية                                             | اللغة الروسية، اللغة القيرغيزية | اللغة القازاقية، اللغة الروسية |
| العملة                                                    | سوم قيرغيزستاني                 | تينغ كازاخستاني                |
| الناتج المحلي الإجمالي (بليون دولار)                      | 7.56 مليار                      | 159.41 مليار                   |
| الناتج المحلي الإجمالي (تعادل القوة الشرائية) بليون دولار | 20.45 مليار                     | 439.39 مليار                   |
| الناتج المحلي الإجمالي الاسمي للفرد دولار أمريكي          | 1.10 ألف                        | 10.51 ألف                      |
| الناتج المحلي الإجمالي للفرد دولار أمريكي                 |                                 | 24.23 ألف                      |
| مؤشر التنمية البشرية                                      | 0.655                           | 0.788                          |
| رمز المكالمات الدولي                                      | +996                            | +7                             |
| رمز الإنترنت                                              | .kg                             | .kz، .қаз ‏                     |
| المنطقة الزمنية                                           | ت ع م+06:00                     | ت ع م+05:00، ت ع م+06:00       |

## مدن متوأمة
في ما يلي قائمة باتفاقيات التوأمة بين مدن قيرغيزستانية وكازاخستانية:
- ترتبط بيشكك مع ألماتي باتفاقية توأمة منذ 1991.[14][14][14][14]

## منظمات دولية مشتركة
يشترك البلدان في عضوية مجموعة من المنظمات الدولية، منها:
| علم المنظمة | اسم المنظمة                             | تاريخ انضمام قيرغيزستان | تاريخ انضمام كازاخستان |
| ----------- | --------------------------------------- | ----------------------- | ---------------------- |
|             | منظمة التعاون الإسلامي                  | ?                       | ?                      |
|             | الاتحاد البريدي العالمي                 | ?                       | ?                      |
|             | بنك التنمية الآسيوي                     | 1994                    | 1994                   |
|             | يونسكو                                  | 2 يونيو 1992            | 22 مايو 1992           |
|             | البنك الدولي للإنشاء والتعمير           | 18 سبتمبر 1992          | 23 يوليو 1992          |
|             | Central Asian Cooperation Organization ‏ | ?                       | ?                      |
|             | وكالة ضمان الاستثمار متعدد الأطراف      | 21 سبتمبر 1993          | 12 أغسطس 1993          |
|             | الاتحاد الدولي للاتصالات                | 20 يناير 1994           | 23 فبراير 1993         |
|             | منظمة الشرطة الجنائية الدولية           | ?                       | ?                      |
|             | مؤسسة التمويل الدولية                   | 11 فبراير 1993          | 30 سبتمبر 1993         |
|             | الأمم المتحدة                           | 2 مارس 1992             | 2 مارس 1992            |
|             | منظمة شانغهاي للتعاون                   | 26 أبريل 1996           | 26 أبريل 1996          |
|             | منظمة الأمن والتعاون في أوروبا          | 30 يناير 1992           | 30 يناير 1992          |
|             | مؤسسة التنمية الدولية                   | 24 سبتمبر 1992          | 23 يوليو 1992          |
|             | منظمة حظر الأسلحة الكيميائية            | ?                       | ?                      |

## وصلات خارجية
- موقع وزارة الخارجية الكازاخستانية